# Bahnstrecke Wellington–Woodville
| Auf der Steilrampe: Die Fell-Mittelschiene ist vor der NZR-Baureihe H gut zu erkennen. |                   |                                                  |                                                  |
| Streckenlänge: | 172 km            |                                                  |                                                  |
| Spurweite: | 1067 mm (Kapspur) |                                                  |                                                  |
| Maximale Neigung: | 67 ‰              |                                                  |                                                  |
| |                   |                                                  |                                                  |
| \| \| 0 \| Wellington \| Wellington \| \| \| \| Pipitea Point \| \| \| \| \| Bahnstrecke Wellington–Johnsonville \| \| \| \| 2,6 \| Kaiwharawhara \| Kaiwharawhara \| \| \| \| North Island Main Trunk Railway \| \| \| \| 4,8 \| Ngauranga \| Ngauranga \| \| \| \| Petone Junction \| \| \| \| \| nach Hutt Park \| \| \| \| 10,5 \| Petone \| Petone \| \| \| 0 \| \| \| \| \| 1,4 \| Western Hutt \| Western Hutt \| \| \| 3,0 \| Melling \| Melling \| \| \| 5,2 \| Belmont \| Belmont \| \| \| 6,7 \| Andrews \| Andrews \| \| \| \| Belmont Quarry \| \| \| \| 12,5 \| Ava \| Ava \| \| \| 2,6 \| Gracefield Freight Terminal \| Gracefield Freight Terminal \| \| \| 1,6 \| Hutt Park \| Hutt Park \| \| \| \| \| \| \| \| 14,4 \| Woburn \| Woburn \| \| \| 15,5 \| Waterloo \| Waterloo \| \| \| 16,5 \| Epuni \| Epuni \| \| \| 18,3 \| Naenae \| Naenae \| \| \| 19,5 \| Wingate \| Wingate \| \| \| 20,6 \| Taita \| Taita \| \| \| 22,0 \| Pomare \| Pomare \| \| \| \| \| \| \| \| 23,7 \| Manor Park \| Manor Park \| \| \| \| \| \| \| \| \| Te Awa Kairangi / Hutt River \| \| \| \| 0 \| \| \| \| \| \| Silverstream Railway (Museumseisenbahn)[1] \| \| \| \| 1,5 \| \| \| \| \| \| Te Awa Kairangi / Hutt River \| \| \| \| \| \| \| \| \| 26,8 \| Silverstream \| Silverstream \| \| \| 28,2 \| Heretaunga \| Heretaunga \| \| \| 29,4 \| Trentham \| Trentham \| \| \| 31,3 \| Wallaceville \| Wallaceville \| \| \| 32,4 \| Upper Hutt Ende der Oberleitung \| Upper Hutt Ende der Oberleitung \| \| \| \| \| \| \| \| \| \| \| \| \| \| Cruickshanks-Tunnel (120 m) \| \| \| \| \| Mangaroa \| \| \| \| \| Maoribank-Tunnel (572 m) \| \| \| \| 38,8 \| Maymorn \| Maymorn \| \| \| \| Rimutaka-Tunnel (8798 m) \| \| \| \| \| \| \| \| \| \| Mangaroa-Tunnel (152 m) \| \| \| \| \| Kaitoke \| \| \| \| \| \| \| \| \| \| Pakuratahi Tunnel (73 m) \| \| \| \| \| Summit \| \| \| \| \| Summit Tunnel (584 m) \| \| \| \| \| Siberia Tunnel (108 m) \| \| \| \| \| Price‘s Tunnel (98 m) \| \| \| \| \| Cross Creek \| \| \| \| \| Pigeon Bush \| \| \| \| \| \| \| \| \| 57,2 \| Featherston \| Featherston \| \| \| 61,0 \| Fernside \| Fernside \| \| \| 65,1 \| Woodside \| Woodside \| \| \| \| \| \| \| \| \| Greytown \| \| \| \| \| Waiohine River \| \| \| \| 69,6 \| Matarawa \| Matarawa \| \| \| 73,5 \| Dalefield \| Dalefield \| \| \| 76,6 \| Carterton \| Carterton \| \| \| 79,3 \| Clareville \| Clareville \| \| \| 83,4 \| Middleton \| Middleton \| \| \| 85,1 \| Waingawa \| Waingawa \| \| \| \| Waingowa River \| \| \| \| 88,1 \| Solway \| Solway \| \| \| 89,4 \| Renall Street \| Renall Street \| \| \| 91,0 \| Masterton \| Masterton \| \| \| 97,3 \| Opaki \| Opaki \| \| \| 103,5 \| Kopuaranga \| Kopuaranga \| \| \| 110,6 \| Mauriceville \| Mauriceville \| \| \| 116,6 \| Mangamahoe \| Mangamahoe \| \| \| \| Wiwaka Tunnel (150 m) \| \| \| \| 126,8 \| Eketahuna \| Eketahuna \| \| \| 130,2 \| Newman \| Newman \| \| \| 137,3 \| Hukanui \| Hukanui \| \| \| 144,8 \| Mangamaire \| Mangamaire \| \| \| 147,9 \| Konini \| Konini \| \| \| 154,6 \| Pahiatua \| Pahiatua \| \| \| \| Mangatainoka River \| \| \| \| 159,1 \| Mangatainoka \| Mangatainoka \| \| \| 163,9 \| Ngawapurua \| Ngawapurua \| \| \| \| Manawatū River \| \| \| \| \| Bahnstrecke Palmerston North–Gisborne von Napier \| \| \| \| \| \| \| \| \| 171,5 \| Woodville \| Woodville \| \| \| \| \| \| \| \| \| Bahnstrecke Palmerston North–Gisborne \| \| \| \| \| nach Palmerston North \| \| \| \| \| \| \| \| Quellen: [2] \| \| \| \| |                   |                                                  |                                                  |
| Kopfbahnhof Streckenanfang | 0                 | Wellington                                       | Wellington                                       |
| ehemaliger Haltepunkt / Haltestelle |                   | Pipitea Point                                    | Pipitea Point                                    |
| Abzweig geradeaus und nach links |                   | Bahnstrecke Wellington–Johnsonville              | Bahnstrecke Wellington–Johnsonville              |
| ehemaliger Bahnhof | 2,6               | Kaiwharawhara                                    | Kaiwharawhara                                    |
| Abzweig geradeaus und nach links |                   | North Island Main Trunk Railway                  | North Island Main Trunk Railway                  |
| Haltepunkt / Haltestelle | 4,8               | Ngauranga                                        | Ngauranga                                        |
| ehemaliger Bahnhof |                   | Petone Junction                                  | Petone Junction                                  |
| Abzweig geradeaus und ehemals nach rechts |                   | nach Hutt Park                                   | nach Hutt Park                                   |
| Haltepunkt / Haltestelle | 10,5              | Petone                                           | Petone                                           |
| Abzweig geradeaus und nach links · Strecke von rechts | 0                 |                                                  |                                                  |
| Strecke · Haltepunkt / Haltestelle | 1,4               | Western Hutt                                     | Western Hutt                                     |
| Strecke · Haltepunkt / Haltestelle Strecke ab hier außer Betrieb | 3,0               | Melling                                          | Melling                                          |
| Strecke · Bahnhof (Strecke außer Betrieb) | 5,2               | Belmont                                          | Belmont                                          |
| Strecke · Bahnhof (Strecke außer Betrieb) | 6,7               | Andrews                                          | Andrews                                          |
| Strecke · Bahnhof (Strecke außer Betrieb) |                   | Belmont Quarry                                   | Belmont Quarry                                   |
| Haltepunkt / Haltestelle · Strecke (außer Betrieb) | 12,5              | Ava                                              | Ava                                              |
| Betriebs-/Güterbahnhof Streckenanfang · Strecke · Strecke (außer Betrieb) | 2,6               | Gracefield Freight Terminal                      | Gracefield Freight Terminal                      |
| ehemaliger Bahnhof · Strecke · Strecke (außer Betrieb) | 1,6               | Hutt Park                                        | Hutt Park                                        |
| Strecke nach links · Abzweig geradeaus und von rechts · Strecke (außer Betrieb) |                   |                                                  |                                                  |
| Bahnhof · Strecke (außer Betrieb) | 14,4              | Woburn                                           | Woburn                                           |
| Haltepunkt / Haltestelle · Strecke (außer Betrieb) | 15,5              | Waterloo                                         | Waterloo                                         |
| Haltepunkt / Haltestelle · Strecke (außer Betrieb) | 16,5              | Epuni                                            | Epuni                                            |
| Haltepunkt / Haltestelle · Strecke (außer Betrieb) | 18,3              | Naenae                                           | Naenae                                           |
| Haltepunkt / Haltestelle · Strecke (außer Betrieb) | 19,5              | Wingate                                          | Wingate                                          |
| Bahnhof · Strecke (außer Betrieb) | 20,6              | Taita                                            | Taita                                            |
| Haltepunkt / Haltestelle · Strecke (außer Betrieb) | 22,0              | Pomare                                           | Pomare                                           |
| Abzweig geradeaus und ehemals von links · Strecke nach rechts (außer Betrieb) |                   |                                                  |                                                  |
| Haltepunkt / Haltestelle | 23,7              | Manor Park                                       | Manor Park                                       |
| Strecke von links (außer Betrieb) · Abzweig geradeaus und ehemals nach rechts |                   |                                                  |                                                  |
| Brücke über Wasserlauf (Strecke außer Betrieb) · Strecke |                   | Te Awa Kairangi / Hutt River                     | Te Awa Kairangi / Hutt River                     |
| Kopfbahnhof Strecke bis hier außer Betrieb · Strecke | 0                 |                                                  |                                                  |
| Strecke · Strecke |                   | Silverstream Railway (Museumseisenbahn)          | Silverstream Railway (Museumseisenbahn)          |
| Kopfbahnhof Strecke ab hier außer Betrieb · Strecke | 1,5               |                                                  |                                                  |
| Strecke (außer Betrieb) · Brücke über Wasserlauf |                   | Te Awa Kairangi / Hutt River                     | Te Awa Kairangi / Hutt River                     |
| Strecke nach links (außer Betrieb) · Abzweig geradeaus und ehemals von rechts |                   |                                                  |                                                  |
| Haltepunkt / Haltestelle | 26,8              | Silverstream                                     | Silverstream                                     |
| Haltepunkt / Haltestelle | 28,2              | Heretaunga                                       | Heretaunga                                       |
| Bahnhof | 29,4              | Trentham                                         | Trentham                                         |
| Haltepunkt / Haltestelle | 31,3              | Wallaceville                                     | Wallaceville                                     |
| Bahnhof | 32,4              | Upper Hutt Ende der Oberleitung                  | Upper Hutt Ende der Oberleitung                  |
| Abzweig geradeaus und ehemals nach links · Strecke von rechts (außer Betrieb) |                   |                                                  |                                                  |
| Strecke von links (außer Betrieb) · Kreuzung (Querstrecke außer Betrieb) · Strecke nach rechts (außer Betrieb) |                   |                                                  |                                                  |
| Tunnel (Strecke außer Betrieb) · Strecke |                   | Cruickshanks-Tunnel (120 m)                      | Cruickshanks-Tunnel (120 m)                      |
| Bahnhof (Strecke außer Betrieb) · Strecke |                   | Mangaroa                                         | Mangaroa                                         |
| Strecke (außer Betrieb) · Tunnel |                   | Maoribank-Tunnel (572 m)                         | Maoribank-Tunnel (572 m)                         |
| Strecke (außer Betrieb) · Haltepunkt / Haltestelle | 38,8              | Maymorn                                          | Maymorn                                          |
| Strecke (außer Betrieb) · Tunnelanfang |                   | Rimutaka-Tunnel (8798 m)                         | Rimutaka-Tunnel (8798 m)                         |
| Strecke nach links (außer Betrieb) · Kreuzung (Querstrecke außer Betrieb) (im Tunnel) · Strecke von rechts (außer Betrieb) |                   |                                                  |                                                  |
| Strecke (im Tunnel) · Tunnel (Strecke außer Betrieb) |                   | Mangaroa-Tunnel (152 m)                          | Mangaroa-Tunnel (152 m)                          |
| Strecke (im Tunnel) · Bahnhof (Strecke außer Betrieb) |                   | Kaitoke                                          | Kaitoke                                          |
| Strecke von links (außer Betrieb) · Kreuzung (Querstrecke außer Betrieb) (im Tunnel) · Strecke nach rechts (außer Betrieb) |                   |                                                  |                                                  |
| Tunnel (Strecke außer Betrieb) · Strecke (im Tunnel) |                   | Pakuratahi Tunnel (73 m)                         | Pakuratahi Tunnel (73 m)                         |
| Dienststation / Betriebs- oder Güterbahnhof (Strecke außer Betrieb) · Strecke (im Tunnel) |                   | Summit                                           | Summit                                           |
| Tunnel (Strecke außer Betrieb) · Strecke (im Tunnel) |                   | Summit Tunnel (584 m)                            | Summit Tunnel (584 m)                            |
| Tunnel (Strecke außer Betrieb) · Strecke (im Tunnel) |                   | Siberia Tunnel (108 m)                           | Siberia Tunnel (108 m)                           |
| Tunnel (Strecke außer Betrieb) · Strecke (im Tunnel) |                   | Price‘s Tunnel (98 m)                            | Price‘s Tunnel (98 m)                            |
| Bahnhof (Strecke außer Betrieb) · Strecke (im Tunnel) |                   | Cross Creek                                      | Cross Creek                                      |
| Bahnhof (Strecke außer Betrieb) · Tunnelende |                   | Pigeon Bush                                      | Pigeon Bush                                      |
| Strecke nach links (außer Betrieb) · Abzweig geradeaus und ehemals von rechts |                   |                                                  |                                                  |
| Bahnhof | 57,2              | Featherston                                      | Featherston                                      |
| ehemaliger Bahnhof | 61,0              | Fernside                                         | Fernside                                         |
| Haltepunkt / Haltestelle | 65,1              | Woodside                                         | Woodside                                         |
| Strecke von links (außer Betrieb) · Abzweig geradeaus und ehemals nach rechts |                   |                                                  |                                                  |
| Kopfbahnhof Streckenende (Strecke außer Betrieb) · Strecke |                   | Greytown                                         | Greytown                                         |
| Brücke über Wasserlauf |                   | Waiohine River                                   | Waiohine River                                   |
| Haltepunkt / Haltestelle | 69,6              | Matarawa                                         | Matarawa                                         |
| ehemaliger Bahnhof | 73,5              | Dalefield                                        | Dalefield                                        |
| Haltepunkt / Haltestelle | 76,6              | Carterton                                        | Carterton                                        |
| ehemaliger Bahnhof | 79,3              | Clareville                                       | Clareville                                       |
| ehemaliger Bahnhof | 83,4              | Middleton                                        | Middleton                                        |
| Dienststation / Betriebs- oder Güterbahnhof | 85,1              | Waingawa                                         | Waingawa                                         |
| Brücke über Wasserlauf |                   | Waingowa River                                   | Waingowa River                                   |
| Haltepunkt / Haltestelle | 88,1              | Solway                                           | Solway                                           |
| Haltepunkt / Haltestelle | 89,4              | Renall Street                                    | Renall Street                                    |
| Bahnhof | 91,0              | Masterton                                        | Masterton                                        |
| ehemaliger Dienststation / Betriebs- oder Güterbahnhof | 97,3              | Opaki                                            | Opaki                                            |
| ehemaliger Bahnhof | 103,5             | Kopuaranga                                       | Kopuaranga                                       |
| Dienststation / Betriebs- oder Güterbahnhof | 110,6             | Mauriceville                                     | Mauriceville                                     |
| ehemaliger Bahnhof | 116,6             | Mangamahoe                                       | Mangamahoe                                       |
| Tunnel |                   | Wiwaka Tunnel (150 m)                            | Wiwaka Tunnel (150 m)                            |
| ehemaliger Bahnhof | 126,8             | Eketahuna                                        | Eketahuna                                        |
| ehemaliger Bahnhof | 130,2             | Newman                                           | Newman                                           |
| ehemaliger Bahnhof | 137,3             | Hukanui                                          | Hukanui                                          |
| ehemaliger Bahnhof | 144,8             | Mangamaire                                       | Mangamaire                                       |
| ehemaliger Bahnhof | 147,9             | Konini                                           | Konini                                           |
| Dienststation / Betriebs- oder Güterbahnhof | 154,6             | Pahiatua                                         | Pahiatua                                         |
| Brücke über Wasserlauf |                   | Mangatainoka River                               | Mangatainoka River                               |
| ehemaliger Bahnhof | 159,1             | Mangatainoka                                     | Mangatainoka                                     |
| ehemaliger Bahnhof | 163,9             | Ngawapurua                                       | Ngawapurua                                       |
| Brücke über Wasserlauf |                   | Manawatū River                                   | Manawatū River                                   |
| Abzweig geradeaus und von rechts |                   | Bahnstrecke Palmerston North–Gisborne von Napier | Bahnstrecke Palmerston North–Gisborne von Napier |
| Strecke von links · Abzweig geradeaus und nach rechts |                   |                                                  |                                                  |
| Dienststation / Betriebs- oder Güterbahnhof · Strecke | 171,5             | Woodville                                        | Woodville                                        |
| Abzweig geradeaus und nach links · Strecke nach rechts |                   |                                                  |                                                  |
| Strecke |                   | Bahnstrecke Palmerston North–Gisborne            | Bahnstrecke Palmerston North–Gisborne            |
| |                   | nach Palmerston North                            |                                                  |
| |                   |                                                  |                                                  |
| Quellen: |                   |                                                  |                                                  |

Die Bahnstrecke Wellington–Woodville (Wairarapa-Line) ist eine eingleisige Bahnstrecke auf der Nordinsel von Neuseeland und eine der wenigen, auf denen in Neuseeland noch Personenverkehr stattfindet. Die Geschichte der Strecke ist geprägt durch eine Reihe nachträglicher Verlegungen von Trassenabschnitten. Berühmt war die Strecke wegen der Rimutaka-Steilrampen (Rimutaka Incline).

## Geografische Einbindung

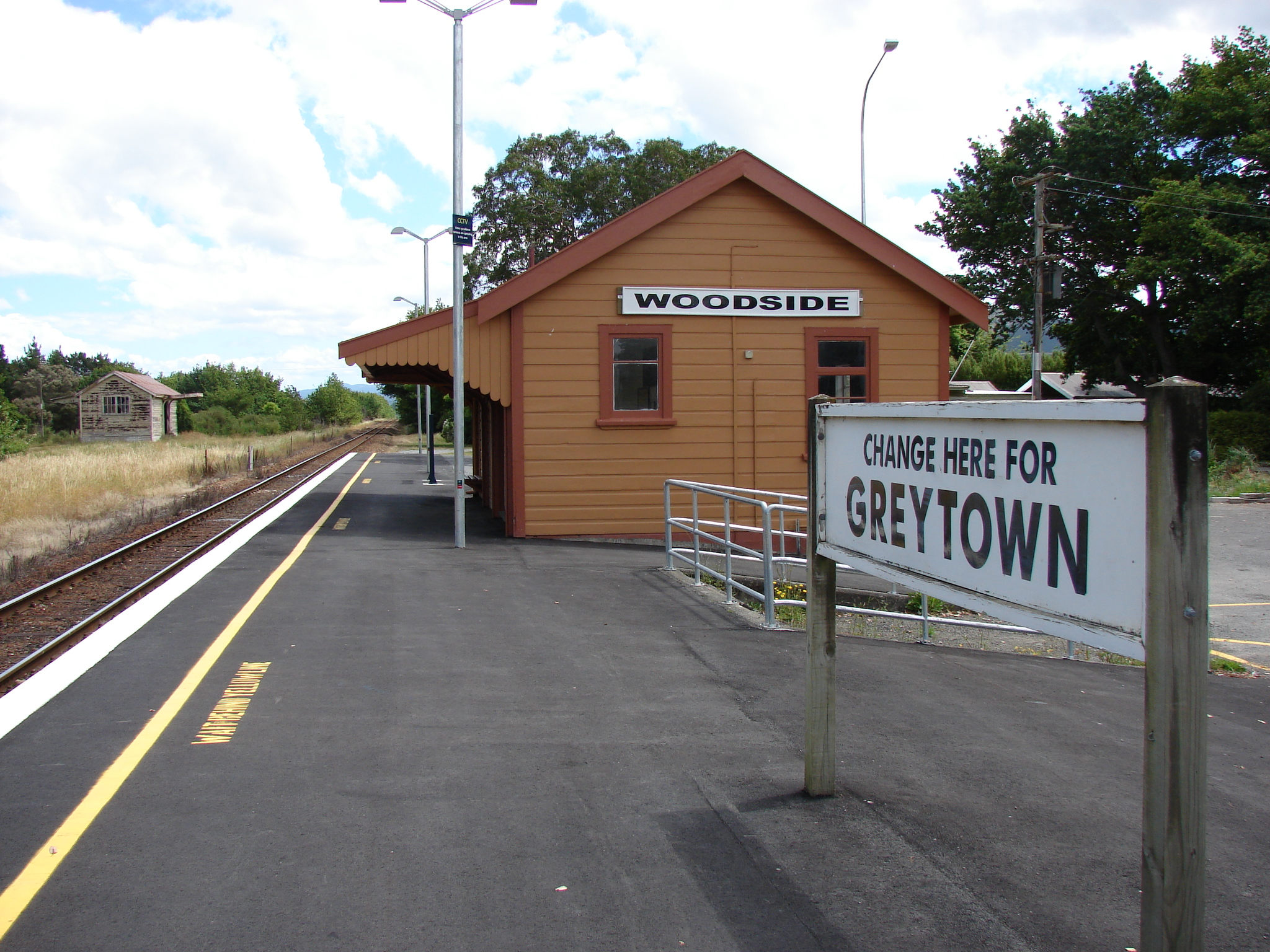
Bahnhof Woodside

Die Strecke ist heute 172 km lang und verbindet die Hauptstadt Wellington über Upper Hutt mit Masterton und Woodville, wo sie Anschluss an die Bahnstrecke Palmerston North–Gisborne hat. Sie ist eine von zwei Strecken, die von der Hauptstadt aus nach Norden führen. Die andere ist die North Island Main Trunk Railway, die weiter westlich über Palmerston North nach Auckland verläuft.
Die Strecke hatte ursprünglich eine Länge von 186 km und wurde im Laufe ihres Bestehens durch mehrere Tunnelbauten auf ihre heutige Länge verkürzt. Einer dieser Tunnel ist der knapp 9 km lange, 1955 eröffnete Rimutaka-Tunnel. Die Züge unterfahren damit heute die ehemaligen Steilrampen.

## Geschichte

### Vorgeschichte
1863 setzte die Provinzregierung in Wellington einen Ausschuss ein, der Vorschläge für eine Bahnstrecke über die Rimutaka Range untersuchte. Dies mündete in der Wellington, Hutt and Wairarapa Railway Ordinance, einem Maßnahmegesetz, das die Regierung ermächtigte, den Bahnbau in Auftrag zu geben. Das Vorhaben verlief aber im Sand, weil die Kolonie für den Bau nicht genügend Mittel auftreiben konnte.
1870 nahm Julius Vogel eine Wellington-Wairarapa-Eisenbahn in seine Great Public Works Policy auf. Er besuchte London, um ein Darlehen zur Finanzierung des Projekts zu organisieren, woraufhin der Auftrag für den ersten Abschnitt der Bahnstrecke vergeben wurde.

### Baubeginn
Die Strecke entstand als Staatsbahn und wurde von Wellington aus nach Norden vorangetrieben und abschnittsweise eröffnet. Der Bau begann am 20. August 1872 in Wellington. Er verlief wegen der schmalen, felsigen Küstenlinie von Wellington Harbour langsamer als erwartet, und der Abschnitt in das nahe gelegene Lower Hutt wurde erst am 14. April 1874 eröffnet. Weitere Schwierigkeiten traten beim Bau der restlichen Strecke im Hutt Valley entlang des Westufers des Te Awa Kairangi / Hutt River auf, darunter die Notwendigkeit, den Fluss streckenweise umzuleiten und die Uferbefestigung zu verstärken. Am 1. Februar 1876 wurde die Strecke bis Upper Hutt eröffnet.

### Gebirgsquerung

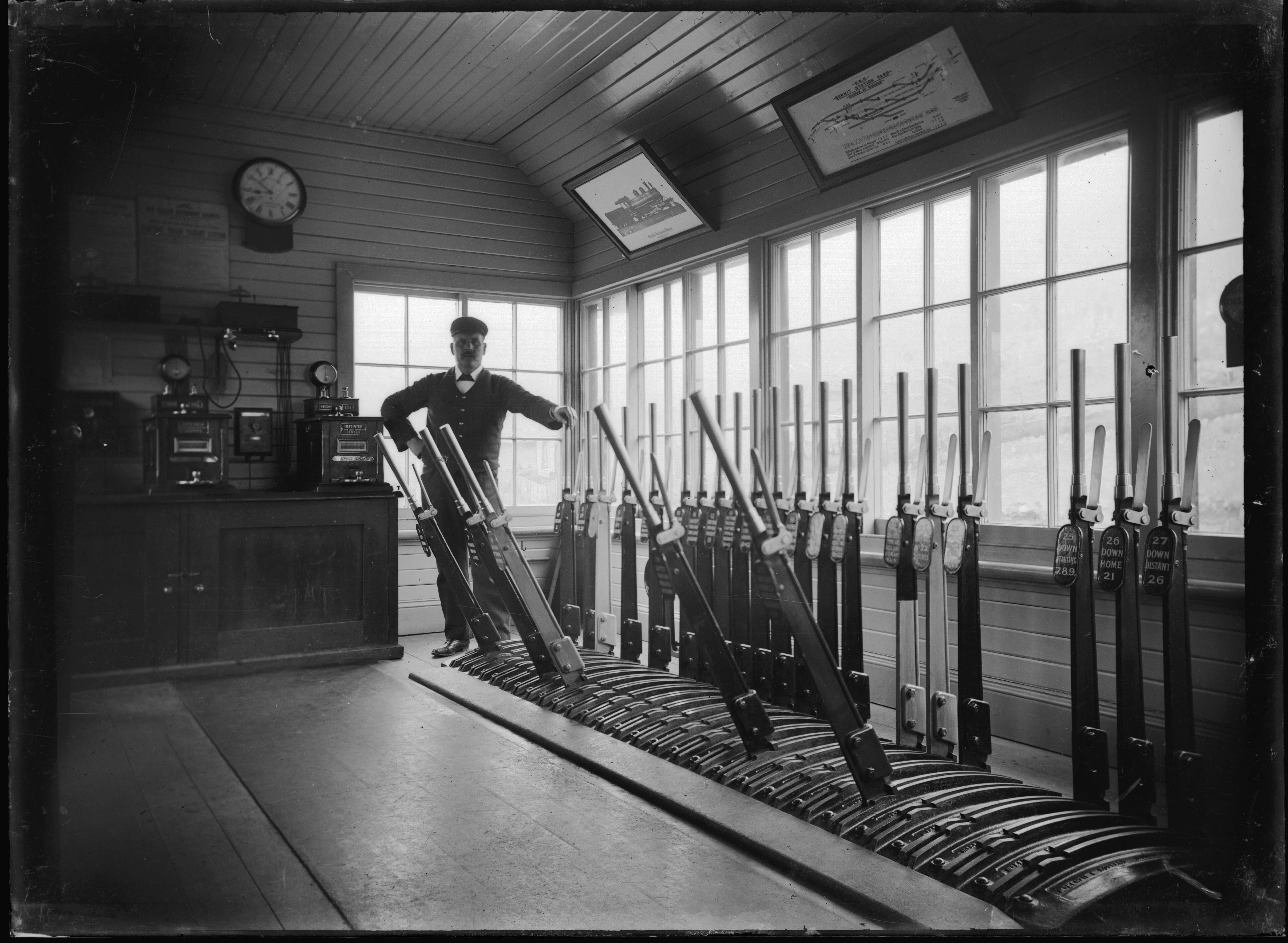
Stellwerk im Bahnhof Summit

Das Rimutaka-Gebirge stellte die technisch höchsten Herausforderungen. Am 1. Januar 1878 erreichte die Strecke Kaitoke am westlichen Gebirgsrand. Hier begann die Steilstrecke mit 25 ‰, einigen Tunneln und zahlreichen Kurven. Am Scheitel der Strecke, in 348 m Höhe über dem Meeresspiegel, wurde der Bahnhof Summit gebaut, ein Betriebsbahnhof, der nicht für Publikumsverkehr ausgelegt war. Von dort ging es in gleicher Weise den Osthang des Rimutaka-Gebirges hinunter bis Cross Creek und weiter nach Featherston. Hier war sogar ein Gefälle von 67 ‰ erforderlich. Aus Sicherheitsgründen wurde in Cross Creek, talseitig am Fuß des steilsten Abschnitts der Westrampe, eine Notfallspur eingebaut, um entlaufene Fahrzeuge gezielt entgleisen lassen zu können. Die Weiche stand grundsätzlich so, dass Züge in die Notfallspur geleitet wurden. Das Stellwerk in Cross Creek stellte die Weiche nur dann zur Einfahrt in den Bahnhof um, wenn der Lokomotivführer durch einen langen Pfiff signalisierte, dass der Zug unter Kontrolle war.
Dieser mittlere Abschnitt der Strecke führte bis Featherston, das trotz des schwierigen Geländes schon am 16. Oktober 1878 Eisenbahnanschluss erhielt. Dieser mittlere Abschnitt war eine im Betrieb höchst aufwändige Steilstrecke, die bis 1955 mit dem Bergbahn-System nach John Barraclough Fell mit Fell-Lokomotiven befahren wurde. Sie war damit eine von drei Strecken in Neuseeland, die mit dem System Fell ausgerüstet waren. Die anderen beiden waren die Bahnstrecke Ngahere–Roa, die Dritte die auf der Roa gegenüberliegenden Seite des Paparoa-Gebirges betriebene Bahnstrecke Greymouth–Rewanui, beide auf der Südinsel.

### Wairarapa-Abschnitt
Der Bau von Featherston nach Masterton durch die Wairarapa-Ebene nördlich des Lake Wairarapa war relativ einfach. Es wurde beschlossen, Greytown zu umgehen und die Strecke über Woodside zu führen, da das eine einfachere Querung des Waiohine River weiter flussaufwärts ermöglichte. Greytown erhielt eine vom Bahnhof Woodside abgehende Stichstrecke. Mit dieser Zweigstrecke war Greytown 1880 kurzzeitig für einige Wochen Endbahnhof der Strecke, bevor Flussquerung und die Fortsetzung bis Masterton in Betrieb ging. Masterton wurde 1880 erreicht.
Der Bau der Strecke ins nördliche Wairarapa verlief langsamer. Weil das Land noch relativ unerschlossen war, musste das Material überwiegend über die bestehende Strecke herangeschafft werden. So wurden nun relativ kleine Abschnitte nach immer relativ langen Zeiträumen dem öffentlichen Verkehr übergeben. Pahiatua wurde im Mai 1897 erreicht. Zugleich ging die Brücke über den Mangatainoka River in Betrieb. Sie ist mit 162 m die längste Brücke der Strecke. Die Strecke wurde schließlich am 11. Dezember 1897 nach Woodville eröffnet, wo sie an die Bahnstrecke Palmerston North–Gisborne anschloss.

### Weitere Entwicklung

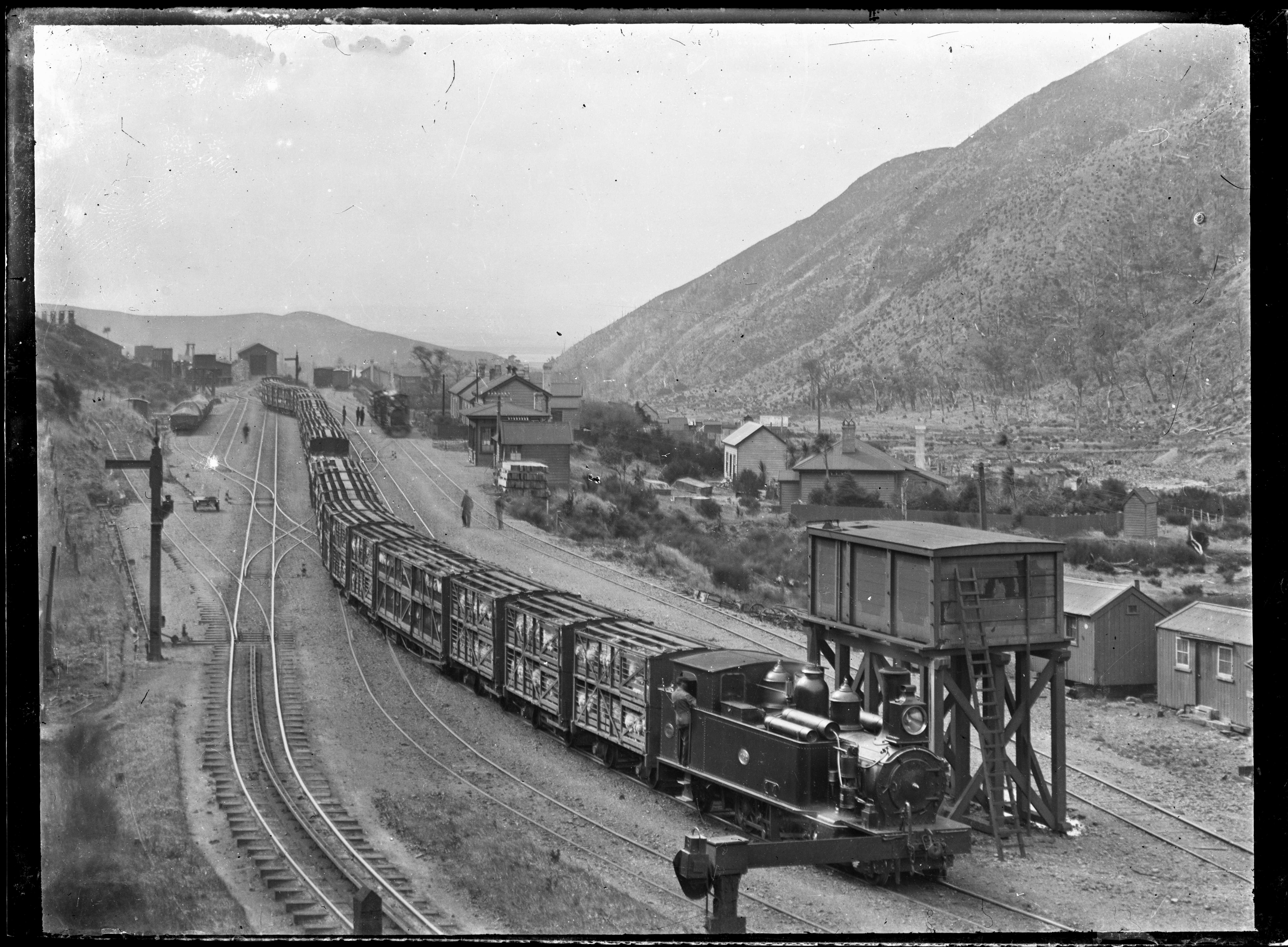
Güterzug, der Schafe transportiert, Bahnhof Cross Creek, um 1910

Das Verkehrsaufkommen wuchs in der Anfangszeit ständig, so dass die Bahnhöfe Summit und Cross Creek noch vor der Wende zum 20. Jahrhundert erweitert werden mussten.
Ab 1925 entstand in mehreren Schritten im südlichen Teil der Strecke, zwischen den Bahnhöfen Petone und Manor Park, eine parallele, weiter westlich verlaufende Strecke, die die Bestandsstrecke in diesem Abschnitt zum 1. März 1954 ersetzte. Ein verbleibender Rest, der Abschnitt Petone–Melling wird als Stichstrecke weiter betrieben.
Der Betrieb der Rimutaka-Steilstrecke war aufwändig und kostspielig. Verschiedene Alternativen wurden diskutiert, 1936 fiel die Entscheidung zugunsten eines Basistunnels. Aufgrund der Weltwirtschaftskrise und des Zweiten Weltkriegs begannen die Arbeiten aber erst 1948. Am 29. Oktober 1955 wurde der Betrieb der Steilstrecke eingestellt, der neue Rimutaka-Tunnel am 3. November 1955 eröffnet.
In den 1950er Jahren wurde der Südabschnitt der Strecke mit 1500-V-Gleichstrom elektrifiziert, ein System, das auch schon auf anderen Strecken in Neuseeland verwendet worden war. Die Oberleitung erreichte Upper Hutt 1955.
In den letzten Jahrzehnten wurde die Infrastruktur der Strecke jenseits von Upper Hutt zunehmend reduziert. So wurden die Kreuzungsmöglichkeiten in Carterton und Woodside abgebaut, so dass Featherston als einzige Ausweichmöglichkeit zwischen Upper Hutt und Masterton verblieb.
Auf der Bahnstrecke Wellington–Woodville existierten einige Signalanlagen, die als letzte ihrer Art in Neuseeland in Betrieb waren:
- Formsignale wurden hier 1996 außer Dienst gestellt,
- es war die letzte Strecke, auf der das Electric Tablet System eingesetzt wurde,
- die Strecke hatte das letzte bemannte Stellwerk außerhalb eines Bahnhofs und
- bevor der Abschnitt Trentham–Upper Hutt–Featherston im Februar 2007 an die zentrale Verkehrskontrolle (Centralized traffic control / CTC) übergeben wurde, war dies der letzte Abschnitt, auf dem die Strecke von einem Stellwerk kontrolliert wurde.

### Betrieb

#### Steilrampen

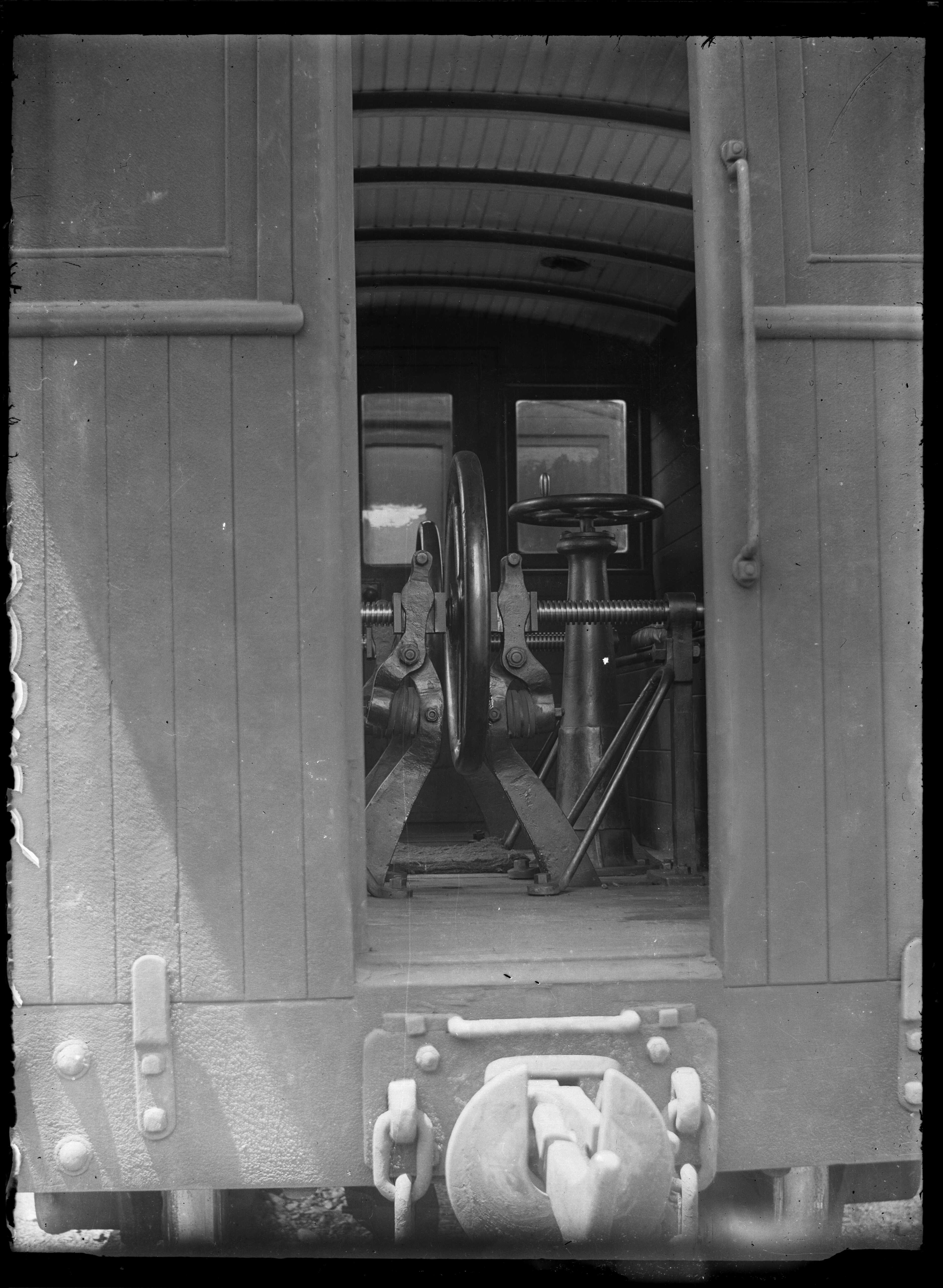
Blick in den Bremswagen: Die mechanische Kurbel-Bremse wurde mit der Hand bedient.

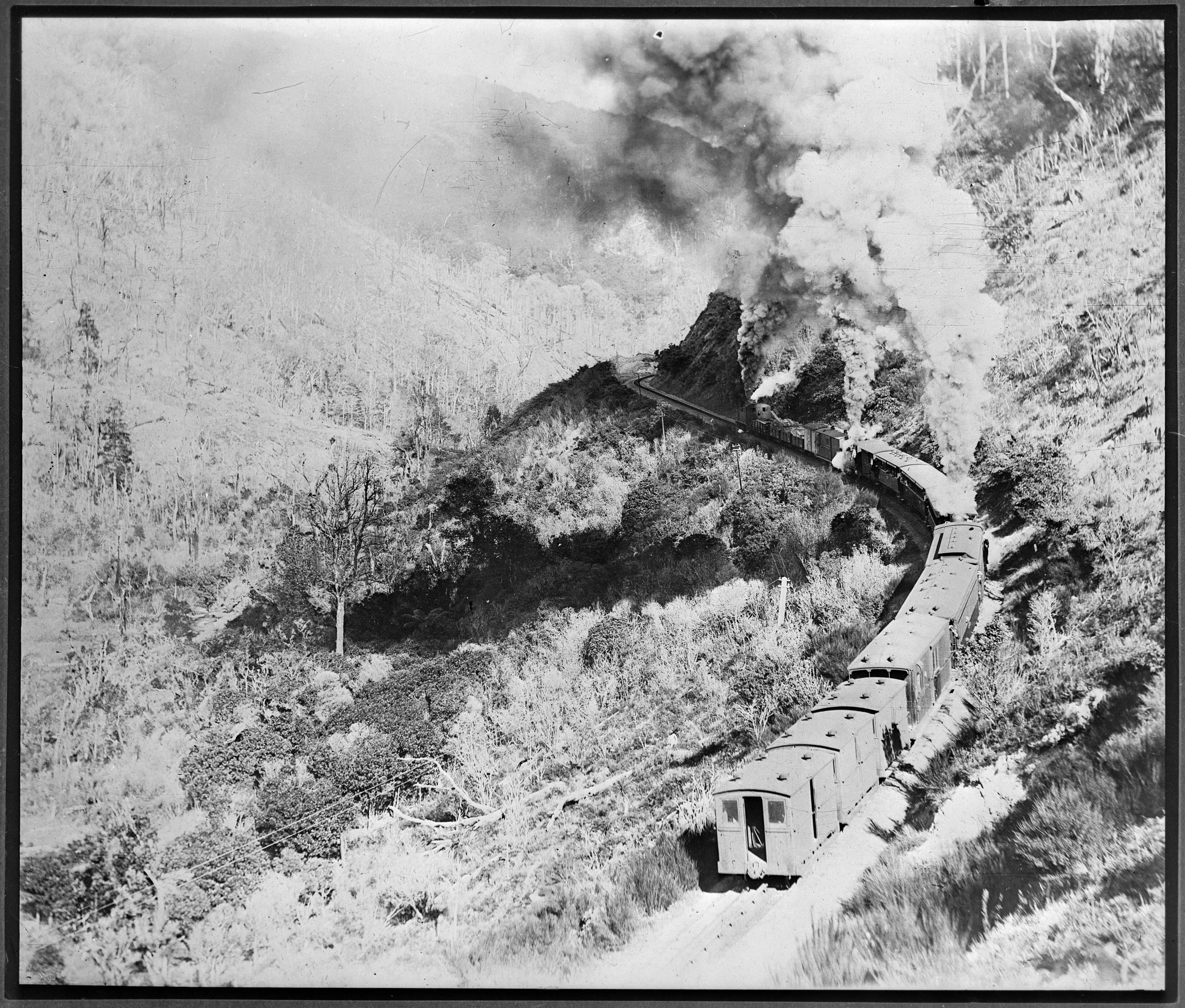
Personenzug mit zwei mittig einrangierten Schiebelokomotiven

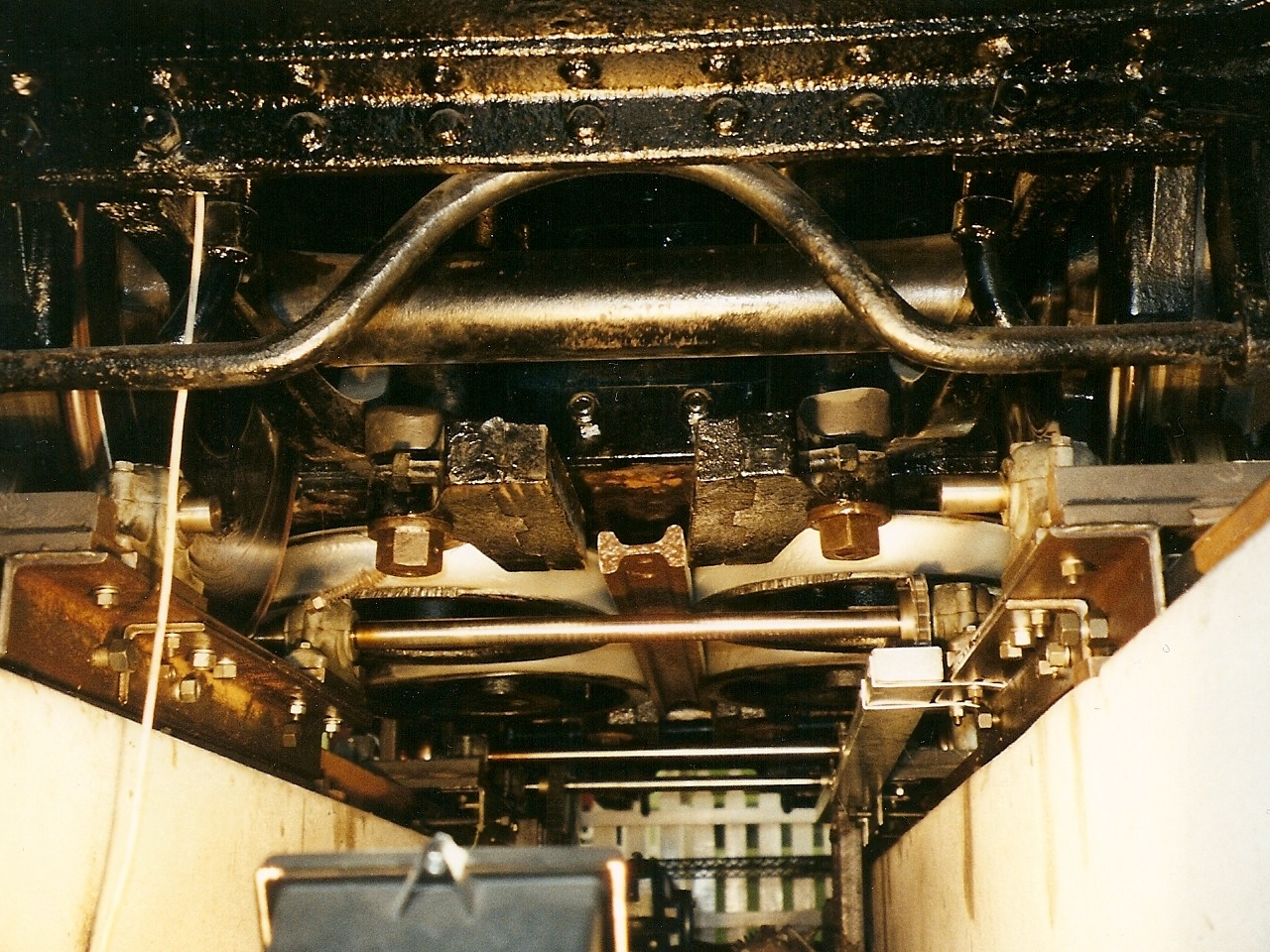
Unterseite einer Lokomotive der Baureihe H: vorne Zangenbremse, Mitte und hinten die horizontalen Antriebsräder an der Mittelschiene

Die Fahrt über die Steilrampen war spektakulär, aber aufwändig: Eine Fell-Lokomotive (die Baureihenbezeichnung bei der NZR lautete: H) konnte in der Steigung 65 t schleppen. Nachdem 1903 Westinghouse-Bremsen eingebaut worden waren, wurden Züge mit bis zu fünf Lokomotiven zulässig. Um die Kupplungen gleichmäßig zu belasten, wurden die hinteren Lokomotiven in den Zug einrangiert. Das bedeutete jeweils am Beginn und am Ende der Steilrampen komplizierte Rangiermanöver von je 15 Minuten Dauer. Die Geschwindigkeit der Dampflokomotiven war auf den Steilrampen auf unter 10 km/h begrenzt. Die Fahrt über die knapp 5 km lange Steilstrecke nahm etwa 40 Minuten in Anspruch. Die Beläge der im Gefälle zusätzlich auf die Mittelschiene wirkenden Bremsen mussten in der Regel nach jeder Talfahrt ausgewechselt werden. Bei Güterzügen betrug das maximal zulässige Betriebsgewicht 260 t. Solche Züge wurden mit fünf Lokomotiven und zusätzlichen Bremswagen gefahren. Für einen solchen Zug waren fünf Lokomotivführer, fünf Heizer und vier Bremser erforderlich. Die Kosten für diesen Betrieb waren enorm, die Arbeitsbedingungen für die Lokomotivpersonale hart. Da auf den Steilrampen ständig gefeuert werden musste, waren die Tunnel immer verqualmt.

#### Verkehr

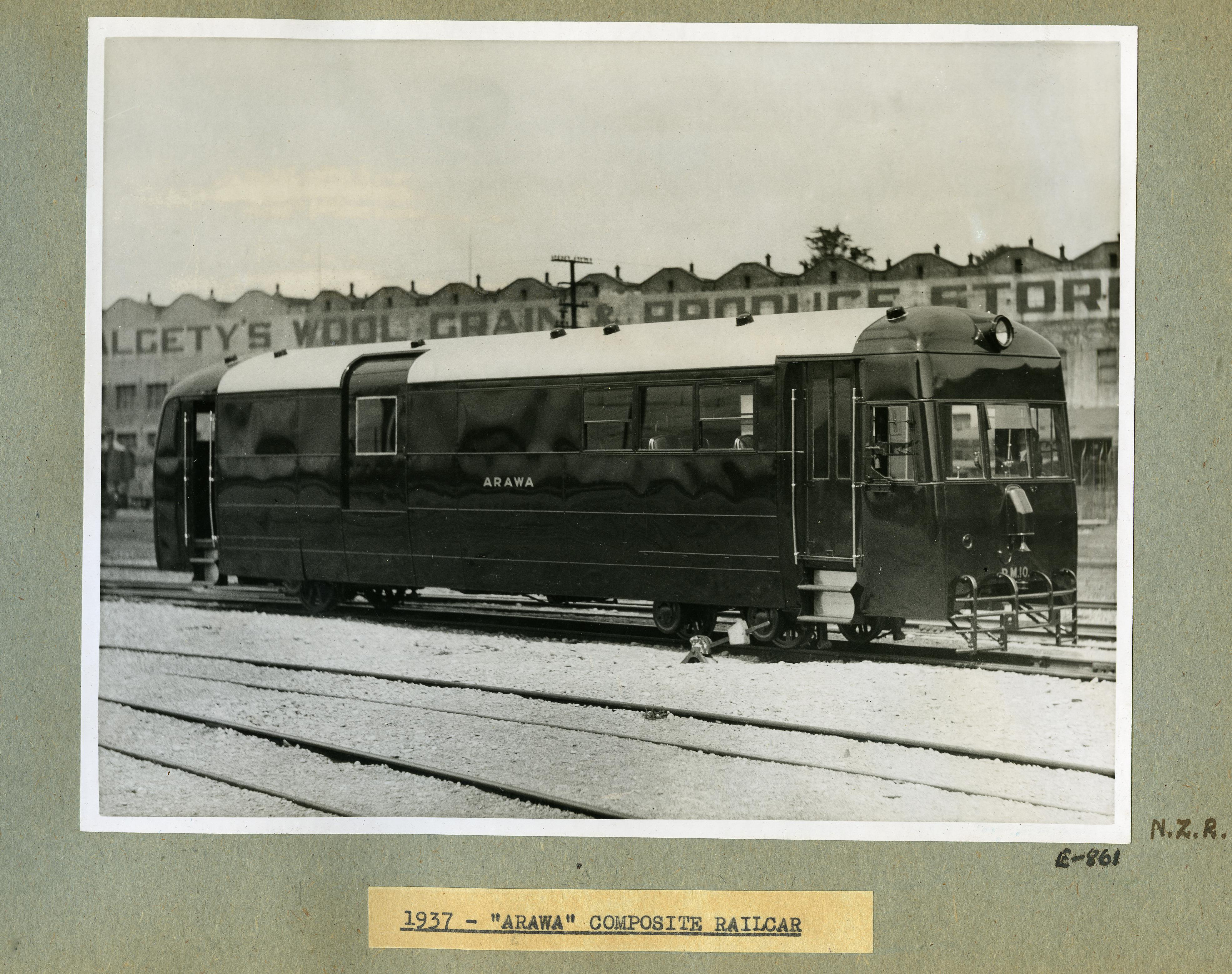
Dieseltriebwagen der Baureihe RM (Wairarapa), der auch die Steilrampen der Strecke bewältigte (1937)

Nachdem die Strecke 1897 durchgehend befahrbar war, nahm der Napier-Express (Wellington–Napier) den Betrieb auf. Ab Anfang 1909 nahm er seinen Weg aber über die North Island Main Trunk Railway und Palmerston North, weil die langsame Fahrt über die Rimutaka-Steilstrecke zu viel Zeit kostete. Stattdessen wurde die Wairarapa Mail (Wellington–Woodville) eingeführt, um einen regelmäßigen Dienst durch Wairarapa nach Woodville zu gewährleisten. 1936 wurden Dieseltriebwagen eingeführt, die Baureihe RM (Wairarapa), die auch für die Fahrt über die Rimutaka-Steilsrampen ausgelegt war. Die Fahrzeuge erreichten in der Steigung eine Geschwindigkeit von knapp 25 km/h. Zudem sparten sie die Zeit, die lokomotivbespannte Züge für das Einrangieren der Lokomotiven in die Züge benötigten und waren auch auf den flachen Abschnitten der Strecke schneller als die mit Dampflokomotiven bespannten Züge. Sie ergänzten zunächst die Wairarapa Mail und ersetzten sie 1948. Wagenzüge verkehrten nun nur noch in den jährlichen Verkehrsspitzen, wenn die Kapazität der Triebwagen nicht ausreichte. Als 1955 der Tunnel die Steilstrecke ersetzte, wurden die Wairarapa-Triebwagen zurückgezogen und wieder mit Lokomotiven bespannte Wagenzüge eingesetzt, wodurch die Sitzplatzkapazität insgesamt erhöht werden konnte. Bis in die 1950er Jahre verkehrten auch gemischte Züge.
Der Eisenbahnpersonenverkehr durch das dünn besiedelte nördliche Wairarapa profitierte zunächst noch eine Zeit vom dürftigen Zustand des Straßennetzes. Als diese aber ausgebaut wurden, ging die Nachfrage im Personenverkehr zurück.

## Technische Parameter

### Allgemein
Die Strecke ist, wie das gesamte Hauptnetz in Neuseeland, in Kapspur ausgeführt. Der Vorortabschnitt bis Upper Hutt ist zwischen Wellington und Trentham zweigleisig, die restliche Strecke ist eingleisig. Für den Vorortverkehr ist der Abschnitt bis Upper Hutt mit 1500-V-Gleichstrom elektrifiziert.

### Zugsicherung
Auf der Strecke kamen vier von sechs in Neuseeland verwendeten Systeme zur Sicherung von Zugfahrten zum Einsatz:
- Double line automatic signalling (DLA),
- Centralized traffic control (CTC),
- Track Warrant Control (TWC) und
- Zugmeldesystem zwischen den Bahnhöfen.
- Der Bahnhof Petone ist außerdem mit Automatic Signalling Rules (ASR) ausgestattet.

### Tunnel
Neun Tunnel wurden im Zuge der Trasse und ihrer Varianten gebaut. Von diesen werden nur noch drei von der Bahn genutzt, und einzig der Wiwaka-Tunnel im nördlichen Wairarapa (150 m, zwischen Mangamahoe und Eketahuna) gehört noch zum Erstbestand der Strecke vom Ende des 19. Jahrhunderts. Fünf der von der Bahn nicht mehr genutzten Tunnel im Zuge der Steilrampen sind heute Teil des Rimutaka Rail Trail, eines Wander- und Radwegs, der 1987 eingerichtet wurde, eine besonders für Mountainbike-Touren beliebte Route.

### Zweigstrecken
Vier Strecken zweigten von der Strecke Wellington–Woodville ab:
- die Zweigstrecke Petone–Melling ist Teil der ursprünglichen Trassenführung der Strecke Wellington–Woodville und wird heute noch im Vorortverkehr bedient.
- Woburn–Gracefield (mit Anschluss an das Bahnbetriebswerk Hutt) ist noch in Betrieb.
- Der Abzweig von Woodside nach Greytown wurde 1953 geschlossen.
- Die Hutt Park Railway, die bereits 1906 für den öffentlichen Verkehr aufgegeben wurde, aber als privates Anschlussgleis noch bis 1982 genutzt wurde.

## Betrieb

### Personenverkehr

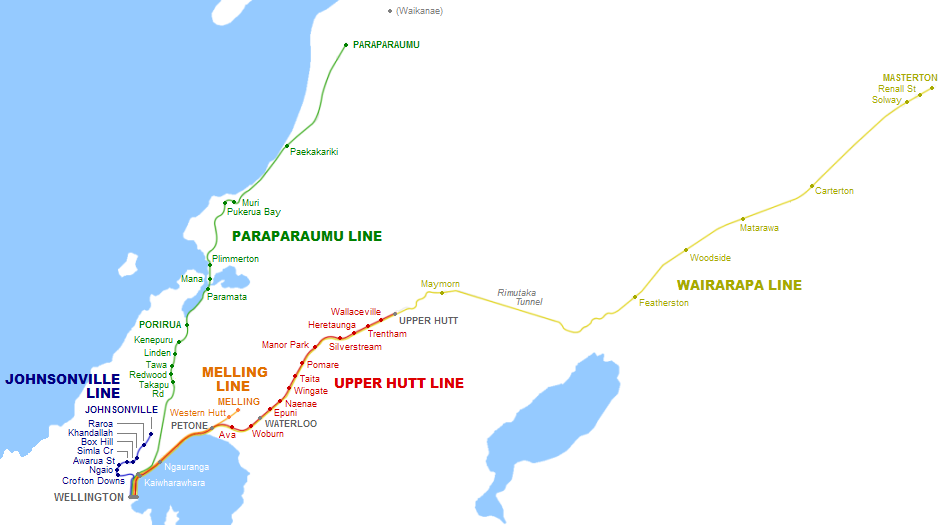
Die Bahnstrecke Wellington–Woodville als Teil des Vorort- und Regionalverkehrs im Großraum Wellington

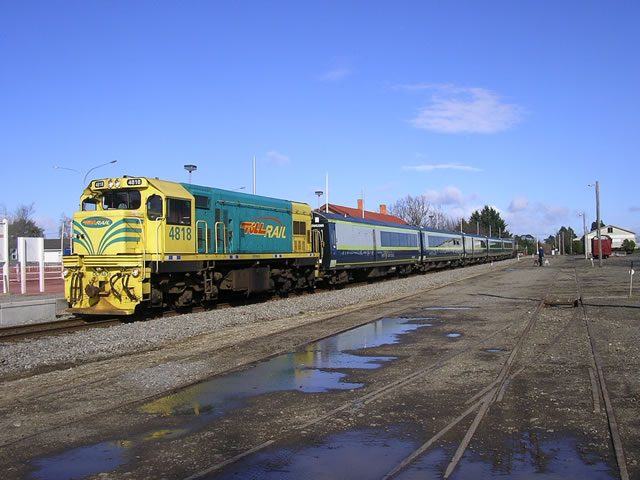
Zug der Wairarapa Connection im Bahnhof Carterton (2008)

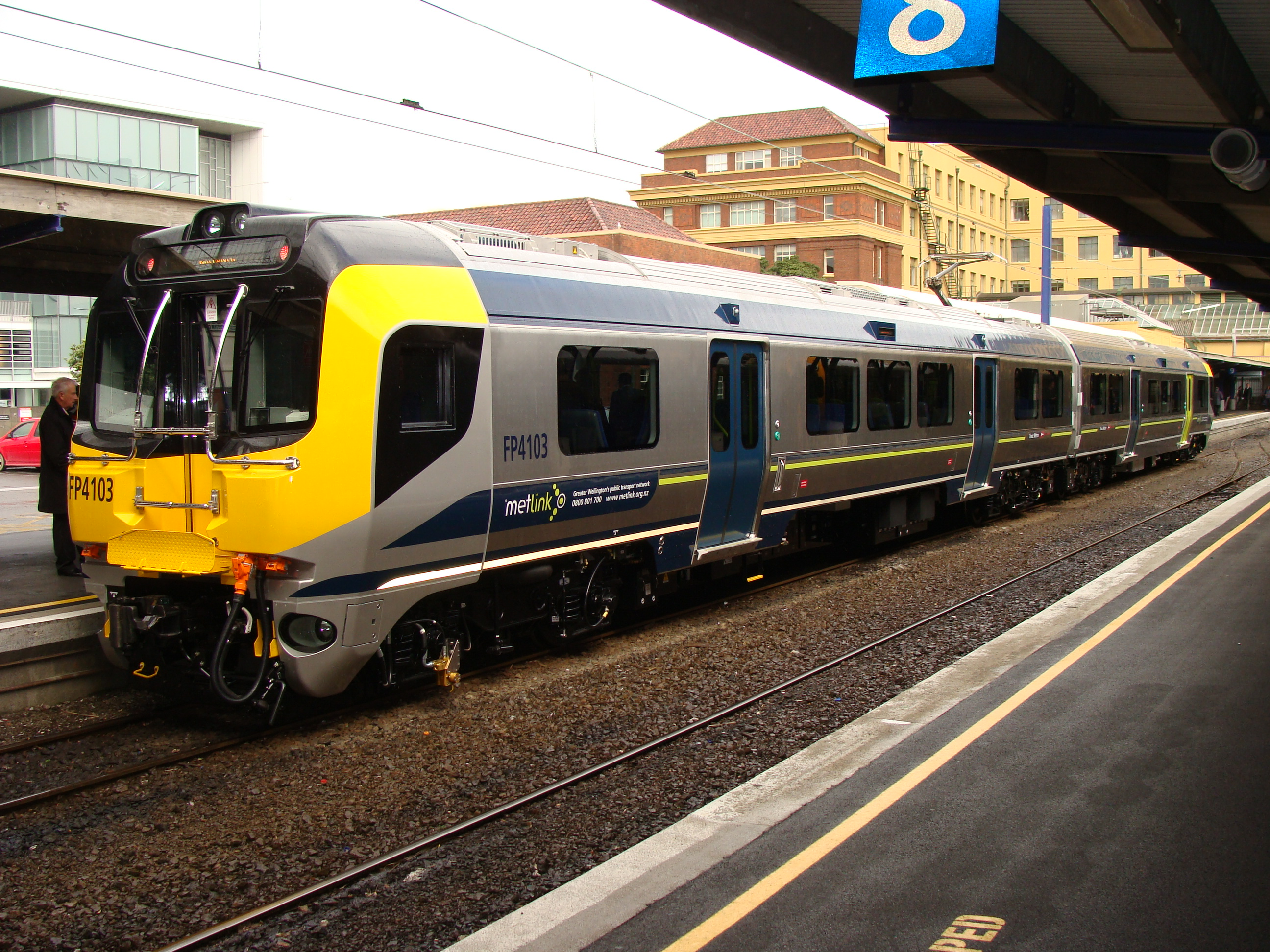
Triebwagen im Bahnhof Wellington für den Vorortverkehr nach Upper Hutt

Die auf der Strecke verkehrende Linie der Vorortzüge zwischen Wellington und Upper Hutt wird als Hutt Valley Line bezeichnet, auf dem Rest der alten Streckenführung bis Melling verkehren die Vorortzüge der Melling Line. Transdev betreibt im Auftrag des Greater Wellington Regional Council diese Vorortverkehre sowie den bis Masterton weiterführenden Regionalverkehr.
In den 1990er Jahren wurde die Verbindung zwischen Masterton und Wellington in Wairarapa Connection umbenannt. An Wochentagen verkehren im Personenverkehr fünf Zugpaare, am Freitagabend ein sechstes als Verstärker. An Wochenenden und Feiertagen verkehren zwei Zugpaare.

### Güterverkehr

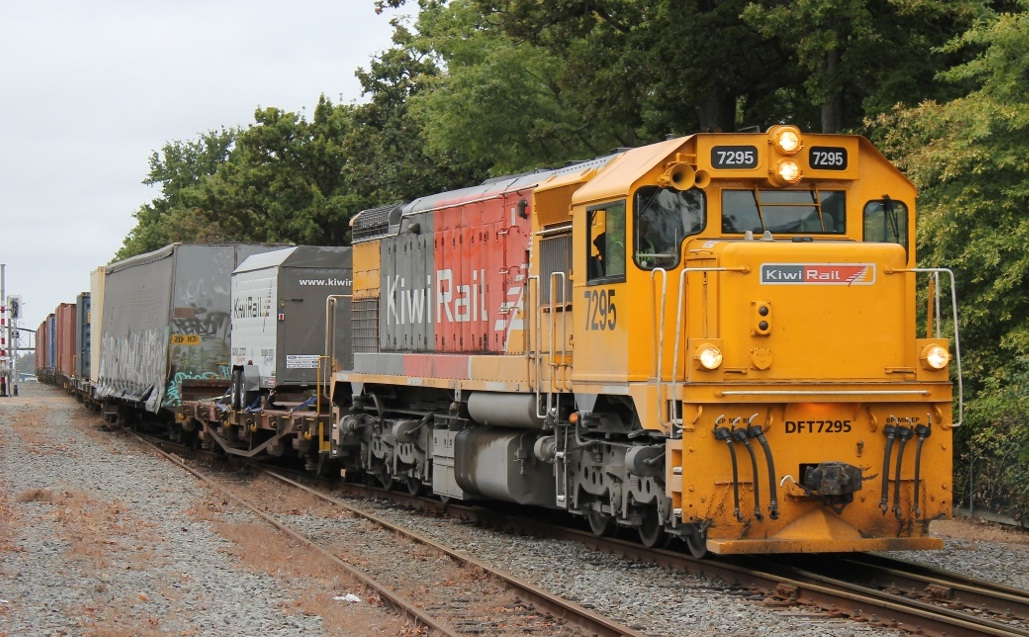
Güterzug auf der Bahnstrecke Wellington–Woodville (um 2013)

Bis zum Erwerb der Wellington and Manawatu Railway Company (WMR), die die North Island Main Trunk Railway betrieb, durch die Staatsbahn (NZR) im Dezember 1908 wurde die gesamte NZR-Fracht von Wellington aus über die Bahnstrecke Wellington–Woodville befördert. Sobald die westliche Route sich in eigener Hand befand, wurde alle Fracht, die von der Bahnstrecke Wellington–Woodville umgeleitet werden konnte, auf die North Island Main Trunk Railway verlagert, wo sie schneller und billiger befördert werden konnte als über die Rimutaka-Steilrampen. Auch ein Teil des Verkehrs aus dem nördlichen Wairarapa wurde über Palmerston North und die Westküste nach Wellington geleitet. Mit der Eröffnung des Rimutaka-Tunnels wurde die Strecke für den Durchgangsgüterverkehr zwar wieder interessanter, doch ging in den 1980er Jahren der Güterverkehr auf der Schiene allgemein zurück.
KiwiRail nutzt die Strecke heute für Güterzüge in den Abschnitten Wellington–Masterton und Pahiatua–Woodville. Gegenwärtig gibt es somit an beiden Enden der Strecke Güterverkehr. Stammholz und anderer holzbezogener Verkehr findet zwischen Wellington und Waingawa, südlich von Masterton, statt, wobei die Züge an Wochentagen nachts, am Wochenende aber tagsüber verkehren. Zwei Güterzüge verkehren werktäglich von Palmerston North nach Pahiatua. Der Abschnitt zwischen Masterton und Pahiatua weist seit 2015 keinen regelmäßigen mehr Verkehr auf. Hin und wieder finden Sonderfahrten statt.

### Zwischenfälle
Ein schwerer Eisenbahnunfall ereignete sich am 11. September 1880, als in der Steigung zwischen Cross Creek und Summit Seitenwind Personenwagen aus dem Gleis drückte und zum Entgleisen brachte. Drei Menschen starben. Es ist der älteste bekannte Eisenbahnunfall, der durch Wind verursacht wurde. 
In Folge des Unfalls von 1880 wurden die am meisten gefährdeten Stellen mit Windschutz-Wänden versehen. Gleichwohl ereignete sich am 9. Oktober 1936 erneut ein ähnlicher Unfall, als ein Triebwagen durch eine Bö unmittelbar vor dem Beginn eines Windschutzes aus den Schienen gedrückt wurde. Acht Personen wurden verletzt.
Am 8. November 1943 entgleiste bei Manor Park (damals: Haywards) ein Zug, der von Upper Hutt nach Wellington unterwegs war. Als Ursache wurde eine Kombination aus kriegsbedingt mangelndem Streckenunterhalt und der Tatsache festgestellt, dass die eingesetzte Tenderlokomotive der Baureihe WAB mit dem Tender voraus fuhr und bei dieser Fahrweise auf Ungleichmäßigkeiten im Oberbau besonders empfindlich reagierte. Drei Menschen starben, 20 wurden darüber hinaus verletzt.

## Ausbau
Der Abschnitt zwischen Trentham und Upper Hutt wird seit 2019 mit einem zweiten Gleis versehen, Arbeiten die 2021 abgeschlossen sein sollen. Der Abschnitt wird zugleich für Gleiswechselbetrieb eingerichtet. Weiter werden Kreuzungsmöglichkeiten in Carterton, Featherston und Maymorn (wieder) eingebaut.
Die Elektrifizierung ist auf dem Stand von 1955 verblieben, obwohl beim Profil des Rimutaka-Tunnel bereits eine künftige Oberleitung berücksichtigt worden war. Die Elektrifizierung bis in den Wairarapa auszudehnen, lehnte das Greater Wellington Regional Council 2007 ab, da das Verkehrsaufkommen zu gering sei, um die Investition zu rechtfertigen.

## Museales
Eine Reihe von Organisationen, die sich mit historischen Aspekten der Strecke oder der Eisenbahngeschichte allgemein befassen, haben ihren Sitz an oder in der Nähe der Bahnstrecke Wellington–Woodville:
- Der Bahnhof Carterton ist Sitz der Wairarapa Railway Restoration Society Inc.
- New Zealand Railway and Locomotive Society (Bahnhof Ava in Lower Hutt)
- Silver Stream Railway
- Rimutaka Incline Railway Heritage Trust (Bahnhof Maymorn)
- Fell Engine Museum (Bahnhof Featherston). Hier wird die einzige erhaltene Steilstreckenlokomotive H gezeigt und einer der Bremswagen für die Güterzüge auf der Steilstrecke.[5][13]
- Woodside Station Preservation Society
- Wairarapa Railway Restoration Society, kümmert sich um den Erhalt des Bahnhofs Carterton.
- Pahiatua Railcar Society (Bahnhof Pahiatua), pflegt einige historische Dieseltriebwagen.

## Wissenswert

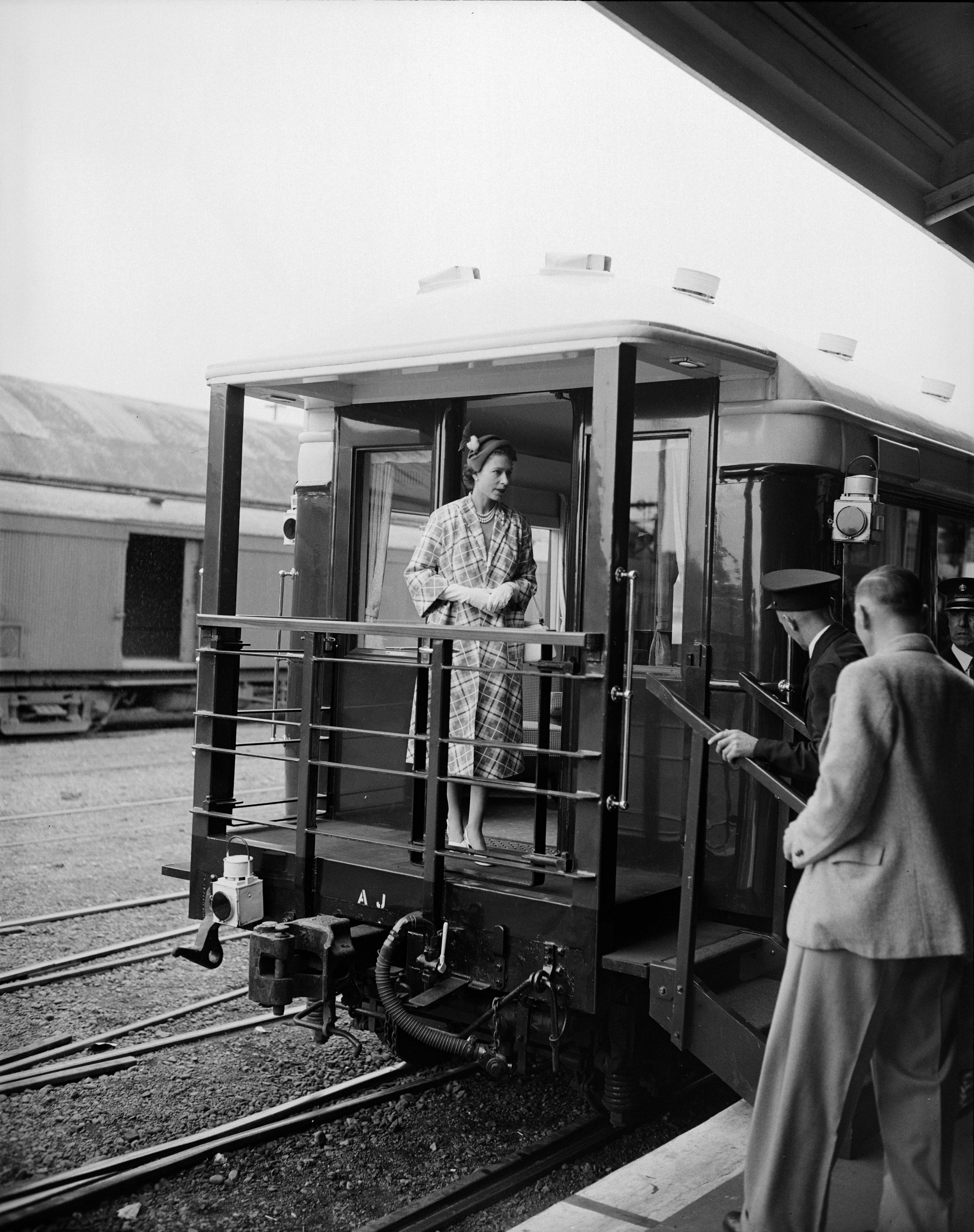
Königin Elisabeth II. auf der Plattform ihres Salonwagens im Bahnhof Masterton, 1954

Mehrfach wurde die Strecke bei Staatsbesuchen von Hofzügen britischer Monarchen befahren – zuletzt 1954 durch Königin Elisabeth II.